# Martin J. Louis
Martin J. Louis (n. José Luis Martín Frías, Coca, Segovia) es un destacado fotógrafo, periodista y artista gráfico español.

## Carrera
Es llevado por sus padres de su Segovia natal a Barcelona a los dos años de edad, criándose en la Ciudad Condal, desde donde ha desarrollado su carrera.
Cursó en Barcelona estudios de Ingeniería, Arquitectura y Bellas Artes.
Ha trabajado como fotógrafo para compañías discográficas en los años 70, creando portadas de discos para Nino Bravo, Pop Tops, Los Bravos, Los Canarios, Salvador Domínguez o Barrabás, entre otros artistas.
En 1973 crea la revista Popular 1 junto a su pareja Bertha M. Yebra, publicación dedicada a la música rock —aún en circulación—, decana en su tipo en España.
A lo largo de su carrera ha retratado a grandes figuras, especialmente del ámbito del rock, como Freddie Mercury, David Bowie, Lou Reed, Robert Plant, Mick Jagger, Ozzy Osbourne o Marilyn Manson, entre muchos otros.
Así mismo estableció una estrecha relación con el legendario pintor Salvador Dalí, a quien también retrató.
Durante ocho años, desde 1994 hasta 2002, se desempeñó como director de arte del Real Círculo Artístico de Barcelona, y ha exhibido sus trabajos tanto en España y otros países de la Unión Europea como en Rusia y los EE. UU.
Además de la fotografía artística, Louis se dedica a la pintura, y al diseño gráfico digital, tareas que lleva a cabo para sus publicaciones gráficas.
Actualmente está centrado en su obra pictórica, y en algunos casos como sus recientes exposiciones en Moscú y Barcelona ha incluido obra fotográfica y pintura digital, esta última basada en pintura realizada por ordenador.